# Deathblow
《Deathblow》는 2007년 2월 22일에 GMC 레코드(GMC Records)에서 발매된 나인씬(Ninesin)의 첫 EP이다.

## 개요 및 평가
이들은 뉴스쿨 하드코어 음악을 표방하지만 이 EP에서는 올드스쿨한 느낌이 강하다. 이들이 추구하는 변화무쌍함이 잘 드러나고 있지만 녹음면에서 아쉬움이 있다는 평가가 있다.

## 수록곡
1. "Schizophrenia" - 1:31
2. "12/17 (Deplete Impure Blood)" - 4:50
3. "Deathblow" - 5:22
4. "Rising Conviction" - 3:58

## 수록곡소개
- Schizophrenia: 쓸쓸한 낙엽을 걷는 드라이한 느낌의 인트로.
- 12/17 (Deplete Impure Blood): 무엇보다 보컬의 역량이 눈에 띄게 도드라지는 트랙이다. 솔리드한 느낌의 둔탁한 보컬에서부터 저음의 그로울링, 플로리다 스타일의 스포큰워즈 혹은 스크리밍 파트는 바세린의 신우석과 할로우 젠의 임환택으로 이어지는 한국 하드코어 씬의 대표적인 목소리의 대열에 배경세가 그 뒤를 이을 것임을 확신케 해준다. 또한, 트랙 말미에 등장하는 코러스부분은 관객들과 호흡하고자 하는 노력이 엿보이는 부분이다.
- Deathblow: 엔비(Envy)를 연상시키는 부드러운 아르페지오에 쓸쓸한 느낌을 자아내는 빗소리 효과음으로 시작을 한다. 엔비(Envy)로 시작했다가 리프리절(Reprisal)이나 센텐스(Sentence), 마룬(Maroon)을 연상시키는 타이트한 트랙으로 변주하는 능력이 대단하게 느껴지는 곡이다.
- Rising Conviction: 앨범 중에서도 가장 스트레이트하면서도 가장 변화가 심한 트랙으로 공연시 모싱핏의 호응을 가장 많이 얻어낼 것으로 기대되는 트랙이다. 이 곡은 2009년 초에 발매될 1집 《The Death, We Will Face》에 다른 버전으로 수록될 예정이다.